# Casa Museo Picasso
La Casa Museo Picasso es una casa museo de la ciudad de La Coruña inaugurada el 18 de diciembre de 2002.
Es la casa donde residió el pintor Pablo Picasso de 1891 y 1895, siendo niño. Es una casa típica de la zona de la ampliación del siglo XIX en La Coruña y se mantiene con lo mismo que existía cuando la familia Ruiz Picasso vivía allí: muebles, objetos y equipamiento original.
En el museo se exhiben reproducciones de 33 obras, de las cuales cuatro son del padre y las demás las hizo el joven Picasso durante su estancia en la ciudad. Se integran en la decoración de la casa en diferentes habitaciones, excepto en el dormitorio. Entre las obras (cuyos originales se conservan en otros museos) hay óleos sobre lienzo, óleo sobre madera, dibujos a lápiz y pluma, tintas, carboncillos y acuarelas.
Por otro lado, se exhibe un ejemplar original de los grabados Sueño y mentira de Franco, que a principios de 2019 se ha prestado al Museo Picasso de Buitrago del Lozoya . 
La casa está situada en el segundo piso del número 14 de la calle Payo Gómez, en el centro de la ciudad.